# Amir Hossein Rabii
Amir Hossein Rabii (Kermanshah, 18 ottobre 1930 – Teheran, 9 aprile 1979) è stato un generale e politico iraniano, ultimo Comandante in Capo dell'Aeronautica imperiale iraniana dal 1976 al 1979. Venne ucciso dal neo-nato regime islamico.

## Biografia
Rabii fu tra i primi ufficiali militari dell'Aeronautica ad essere addestrati nella base aerea di Fürstenfeldbruck in Germania Ovest durante gli anni '50 e successivamente nella texana Reese Air Force Base.
Pilota di caccia su Republic F-84 Thunderjet, North American F-86 Sabre, Northrop F-5 e McDonnell Douglas F-4 Phantom II, contribuì nel 1958 alla creazione della squadra acrobata dell'aeronautica, chiamata Golden Crown.

## Morte
Dopo la vittoria rivoluzionaria islamica, Rabii (come riportato da Amnesty International), venne accusato di: corruzione sulla terra; guerra a Dio e al popolo di Dio; azioni volte a indebolire l'indipendenza e la sicurezza del paese; scuotere le basi del sistema di governo del paese; partecipare direttamente all'uccisione di persone innocenti e cercare di reprimere la rivolta popolare; profanare tutto ciò che è sacro, religioso o nazionale, al popolo musulmano dell'Iran e del mondo; licenziare gli ufficiali delle forze aeree e farli uccidere nel tentativo di opporsi al desiderio popolare di governare; insultare il clero puro e cercare di screditarli chiamandoli comunisti; cercare di influenzare le opinioni dei soldati; ostacolare l'aviazione nel suo desiderio di unire le forze con il popolo; sottomettere l'esercito, la politica, l'economia e la cultura del paese all'influenza degli stranieri e dell'imperialismo; aver avuto contatti con la CIA e i sionisti; cercare di ristabilire il dominio idolatra dello Shah sul popolo debole e indifeso; cospirazione, incitamento e tentativo di ostacolare la strada di Dio per privare il popolo del suo vero desiderio.
Venne fucilato alla prigione di Qasr il 9 aprile, insieme ad altri 9 individui.